# Macarisia lanceolata
Macarisia lanceolata är en tvåhjärtbladig växtart som beskrevs av Henri Ernest Baillon. Macarisia lanceolata ingår i släktet Macarisia, och familjen Rhizophoraceae. Inga underarter finns listade i Catalogue of Life.